# Faissal Calil
Faissal Calil (São Sepé), é um político brasileiro, filiado ao Cidadania. Nas eleições de 2022, foi eleito deputado estadual pelo MT.